# Lúrex
El lúrex és una fibra tèxtil sintètica i el teixit que s'obté. Aquesta fibra, recoberta de polièster i d'aspecte metal·litzat, es va crear a la dècada del 1940 i va ser molt popular a la moda dels anys 70 i anys 80. En aquesta època s'anomenava així tot teixit d'aspecte semblant al de la marca comercial lurex©.